# Kevin Conboy
Kevin Peter Conboy (Esbjerg, 15 oktober 1987) is een voormalig Deens-Engels voetballer die als verdediger speelt. Hij speelde voor Esbjerg fB, N.E.C., FC Utrecht en Randers FC. Hij speelde in 2012 één interland voor het Deense nationale elftal.

## Carrière

### Esbjerg fB
Conboy speelde in de jeugd bij Jerne IF voor hij bij Esbjerg fB kwam. In 2007 haalde hij zijn middelbareschooldiploma en tekende in 2008 zijn eerste contract bij Esbjerg. Op 12 april 2008 debuteerde hij bij Esbjerg fB in de wedstrijd tegen Brøndby IF. Dat jaar verloor hij met zijn club de bekerfinale van Brøndby. Conboy werd basisspeler. In zijn laatste seizoen degradeerde hij met Esbjerg. Hij speelde vier seizoenen bij Esbjerg en kwam daarin tot 83 wedstrijden, waarin hij eenmaal scoorde en dertien assists gaf.

### N.E.C.
Eind augustus 2011 werd Conboy door N.E.C. overgenomen van Esbjerg. Hij maakte op 20 september tegen Fortuna Sittard in de beker zijn debuut voor N.E.C. Vijf dagen later maakte hij ook zijn debuut in de competitie. In zijn derde competitiewedstrijd pakte hij in de derby tegen rivaal Vitesse een rode kaart na een opstootje met Giorgi Chanturia, die eveneens rood pakte. Na zijn schorsing bleef hij eerste linksback van N.E.C. Op 11 maart 2012 scoorde Conboy zijn eerste goal voor N.E.C. in een 3-1 overwinning op FC Twente. Dat seizoen werd Conboy achtste met N.E.C., waarna het in de play-offs om promotie verloor van Vitesse. 
In het seizoen 2012/13 pakte hij in een tijdsbestek van drie maanden drie directe rode kaarten. Eerst tegen Willem II op 22 september, waarna hij de bekerwedstrijd met Feyenoord moest missen, vervolgens op 27 oktober tegen Roda JC Kerkrade, waarna hij weer een wedstrijd moest brommen en ten slotte op 22 december na 22 minuten tegen ADO Den Haag. Deze grove charge kostte hem vier wedstrijden schorsing. Dat seizoen werd N.E.C. vijftiende, nipt boven de degradatiestreep. 
In zijn derde seizoen speelde Conboy in 33 van de 34 competitiewedstrijden mee. Niet alleen als linksback, zijn gebruikelijke positie, maar ook als controlerende middenvelder en als centrumverdediger. Op 26 maart scoorde Conboy in de halve finale van de KNVB Beker, die N.E.C. verloor van PEC Zwolle. Dat seizoen eindigde N.E.C. als zeventiende in de Eredivisie, wat degradatie betekende. Het seizoen erop werd Conboy met N.E.C. kampioen van de Eerste divisie. Hij begon dat seizoen nog als linksback, maar werd na verloop van tijd verschoven naar centrale verdediger. Het was zijn laatste seizoen bij N.E.C., waar hij 130 wedstrijden speelde, negen goals scoorde en dertien assists gaf. Na afloop van het seizoen 2014/15 was Conboy transfervrij. 

### FC Utrecht
Op 3 september 2015 tekende hij een contract voor twee seizoenen bij FC Utrecht, de nummer elf van de Eredivisie in het voorgaande seizoen. Op 19 september maakte hij tegen Willem II zijn debuut. In zijn laatste wedstrijd van dat seizoen, op 29 november tegen Heracles Almelo pakte hij in vijf minuten twee keer geel. Daarna miste hij de rest van het seizoen, eerst door een schorsing en daarna door een rugblessure. Conboy begon als basisspeler aan het seizoen 2016/17, afwisselend als linksback en centrale verdediger. Op 2 oktober maakte hij zijn eerste goal voor FC Utrecht in de met 3-2 verloren wedstrijd met Ajax. In twee seizoenen kwam Conboy tot 28 wedstrijden bij Utrecht, waarna zijn contract afliep.

### Randers FC
In augustus 2017 tekende Conboy een driejarig contract bij Randers FC. Daar maakte hij op 30 oktober tegen Brøndby IF zijn debuut. Op 3 december maakte hij tegen Silkeborg IF zijn eerste goal voor Randers. Hij speelde tweeënhalf seizoen voor Randers, waarin hij goed was voor 64 wedstrijden, vier goals en zeven assists.

### Esbjerg fB
In januari 2020 keerde Conboy terug bij Esbjerg fB, waar hij zijn carrière ook begonnen was. Die club kon hij in zijn eerste halfjaar niet behoeden voor degradatie. In de twee seizoenen erop lukte het niet om weer te promoveren. Zijn laatste wedstrijd speelde Conboy op 18 mei 2022. Daarin pakte Conboy na 64 minuten een rode kaart, zijn achtste uit zijn loopbaan.

## Clubstatistieken
| Seizoen         | Club            | Competitie      | Competitie | Competitie | Beker | Beker | Overig | Overig | Totaal | Totaal |
| Seizoen         | Club            | Competitie      | Wed.       | Dlp.       | Wed.  | Dlp.  | Wed.   | Dlp.   | Wed.   | Dlp.   |
| --------------- | --------------- | --------------- | ---------- | ---------- | ----- | ----- | ------ | ------ | ------ | ------ |
| 2007/08         | Esbjerg fB      | Superligaen     | 5          | 0          | 2     | 0     | 0      | 0      | 7      | 0      |
| 2008/09         | Esbjerg fB      | Superligaen     | 18         | 0          | 0     | 0     | 0      | 0      | 18     | 0      |
| 2009/10         | Esbjerg fB      | Superligaen     | 23         | 0          | 2     | 0     | 0      | 0      | 25     | 0      |
| 2010/11         | Esbjerg fB      | Superligaen     | 30         | 1          | 3     | 0     | 0      | 0      | 33     | 1      |
| 2011/12         | Esbjerg fB      | 1. division     | 3          | 0          | 0     | 0     | 0      | 0      | 3      | 0      |
| 2011/12         | N.E.C.          | Eredivisie      | 26         | 1          | 3     | 0     | 2      | 0      | 31     | 1      |
| 2012/13         | N.E.C.          | Eredivisie      | 22         | 2          | 0     | 0     | 0      | 0      | 22     | 2      |
| 2013/14         | N.E.C.          | Eredivisie      | 33         | 4          | 5     | 1     | 2      | 0      | 40     | 5      |
| 2014/15         | N.E.C.          | Eerste divisie  | 35         | 1          | 2     | 0     | 0      | 0      | 37     | 1      |
| 2015/16         | FC Utrecht      | Eredivisie      | 8          | 0          | 1     | 0     | 0      | 0      | 9      | 0      |
| 2016/17         | FC Utrecht      | Eredivisie      | 17         | 1          | 2     | 1     | 0      | 0      | 19     | 2      |
| 2017/18         | Randers FC      | Superligaen     | 15         | 1          | 0     | 0     | 0      | 0      | 15     | 1      |
| 2018/19         | Randers FC      | Superligaen     | 32         | 3          | 0     | 0     | 0      | 0      | 32     | 3      |
| 2019/20         | Randers FC      | Superligaen     | 16         | 0          | 1     | 0     | 0      | 0      | 17     | 1      |
| 2019/20         | Esbjerg fB      | Superligaen     | 11         | 1          | 1     | 0     | 0      | 0      | 12     | 1      |
| 2020/21         | Esbjerg fB      | 1. division     | 27         | 2          | 2     | 0     | 0      | 0      | 29     | 2      |
| 2021/22         | Esbjerg fB      | 1. division     | 14         | 0          | 0     | 0     | 0      | 0      | 14     | 0      |
| Carrière totaal | Carrière totaal | Carrière totaal | 335        | 17         | 24    | 2     | 4      | 0      | 358    | 16     |

## Interlandcarrière
Op 14 november 2012 debuteerde Conboy in het Deens voetbalelftal, als basisspeler in een oefenduel tegen Turkije (1 – 1 gelijkspel).
| Interlands van Kevin Conboy voor Denemarken | Interlands van Kevin Conboy voor Denemarken | Interlands van Kevin Conboy voor Denemarken | Interlands van Kevin Conboy voor Denemarken | Interlands van Kevin Conboy voor Denemarken | Interlands van Kevin Conboy voor Denemarken |
| No.                                         | Datum                                       | Wedstrijd                                   | Uitslag                                     | Soort wedstrijd                             | Goals                                       |
| Als speler van N.E.C.                       | Als speler van N.E.C.                       | Als speler van N.E.C.                       | Als speler van N.E.C.                       | Als speler van N.E.C.                       | Als speler van N.E.C.                       |
| ------------------------------------------- | ------------------------------------------- | ------------------------------------------- | ------------------------------------------- | ------------------------------------------- | ------------------------------------------- |
| 1                                           | 14 november 2012                            | Turkije – Denemarken                        | 1 – 1                                       | Vriendschappelijk                           | 0                                           |

## Erelijst
| Kampioen Eerste divisie | 1x | 2014/15 |